# Заслуженный работник культуры Республики Марий Эл
Заслуженный работник культуры Республики Марий Эл (луговомар. Марий Эл Республикысе тӱвыран сулло пашаеҥже) — государственная награда, почётное звание Республики Марий Эл.

## История
Учреждено Указом Президиума Верховного Совета Марийской АССР от 20 января 1965 года.

## Основания награждения
Установлено для высококвалифицированных работников учреждений, организаций и органов культуры, искусства, образования, полиграфии, печати, радио и телевидения, участников самодеятельного творчества за заслуги в развитии культуры, работающих в области культуры 15 и более лет.
Присваивается Главой Республики Марий Эл (ранее Президиумом Верховного Совета Марийской АССР) с вручением удостоверения и нагрудного знака. По состоянию на 1 июля 2008 года звания удостоены 535 человек.

## Список обладателей почётного звания

### Заслуженные работники культуры Марийской АССР
- - Соколова Мария Степановна[1]
  - Кошкина Галина Ивановна (1965)[2]
  - Ефимов Константин Валерианович (1966)[3]
  - Крылов Виктор Николаевич (1966)[4]
  - Захаров Михаил Захарович (1967)[5]
  - Соколов Данил Петрович (1967)[6]
  - Черепинин Василий Александрович (1967)[7]
  - Нечитайло Пётр Степанович (1969)[8]
  - Софронов Николай Павлович (1969)[9]
  - Смирнов Анатолий Иванович[10]
  - Троицкий Евгений Васильевич (1970)[11]
  - Ягельдина Тамара Андреевна (1970)[12]
  - Виногоров Иван Александрович (1971)[13]
  - Малков Аркадий Кузьмич (1973)[14]
  - Новосёлов Игорь Алексеевич (1973)[15]
  - Шавердин Николай Семёнович (1975)[16]
  - Шурыгин Илья Петрович (1975)[17]
  - Чавайн Галина Сергеевна (1975)[18]
  - Иван Горный (1976)[19]
  - Кожаев Николай Васильевич (1976)[20]
  - Иванов Николай Васильевич (1977)[21]
  - Муравьёв Владимир Брониславович (1977)[22]
  - Байков Михаил Григорьевич (1978)[23]
  - Ёлкин Юрий Николаевич (1978)[24]
  - Тойшев Павел Иванович (1978)[25]
  - Громов Сергей Александрович (1979)[26]
  - Тимофеев Алексей Васильевич (1979)[27]
  - Амельченко Анатолий Дмитриевич (1980)[28]
  - Иванов Василий Тихонович (1980)[29]
  - Петров Юрий Данилович (1980)[30]
  - Иванченко Раиса Степановна
  - Смирнова Маргарита Андреевна (1980)[31]
  - Фадеева Людмила Михайловна (1980)[32]
  - Шабалин Георгий Иванович (1980)[33]
  - Краснопёров Алексей Фёдорович (1981)[34]
  - Поделков Сергей Александрович (1981)[35]
  - Швалёв Александр Васильевич (1981)[36]
  - Асылбаев Ахмет Асылбаевич (1982)[37]
  - Каткова Зинаида Фёдоровна (1982)[38]
  - Мичурин-Азмекей Александр (1982)[39]
  - Данилов Борис Григорьевич (1983)[40]
  - Уварова Раиса Рауфовна (1983)[41]
  - Бояринова Вера Ильинична (1984)[42]
  - Юзыкайн Александр Михайлович (1984)[43]
  - Прыгунова Зоя Яковлевна (1985)[44]
  - Соснов Александр Яковлевич (1986)[45]
  - Стариков Евгений Степанович (1986)[46]
  - Егоров Николай Петрович (1987)[47]
  - Исиметов Михаил Исиметович (1990)[48]
  - Канюшков Аркадий Максимович (1990)[49]
  - Панова Регина Артуровна (1991)[50]
  - Славин Владлен Ильич (1991)[51]
  - Константинов Виктор Петрович (1995)

### Заслуженные работники культуры Республики Марий Эл
- - Гаврилова Изольда Степановна (1992)[52]
  - Калинкин Геннадий Гаврилович (1992)[53]
  - Иванов Николай Николаевич (1993)[54]
  - Младшев Валерий Васильевич (1993)[55]
  - Матюшев Василий Александрович (1994)[56]
  - Артищева Роза Вениаминовна (1995)[57]
  - Лавров Дмитрий Дмитриевич (1997)[58]
  - Тимиркаев Анатолий Тимиршинович (1997)[59]
  - Денисова Татьяна Яковлевна (1998)[60]
  - Кузнецова Капитолина Леонидовна (1998)[61]
  - Юадаров Климентий Германович (1998)[62]
  - Матукова Мария Байрамовна (2001)[63]
  - Ушнурцев Владимир Петрович (2004)[64]
  - Хрулёв Владимир Михайлович (2006)[65]
  - Большова Надежда Александровна (2010)[66]
  - Муравьёв Арнольд Валентинович (2011)[67]
  - Панов Владимир Михайлович (2016)[68]
  - Подольский Анатолий Анатольевич (2018)[69]
  - Ковалевская Наталия Викторовна[70]
  - Мамаева Мая Николаевна (2022)[71]